# عمر إلفير
عمر إلفير (بالإسبانية: Omar Elvir)‏ (28 سبتمبر 1989 في هندوراس - ) هو مدرب كرة قدم ولاعب كرة قدم هندوراسي في مركز الدفاع. لعب مع نادي موتاجوا ‏.

## وصلات خارجية
- عمر إلفير على موقع قاعدة بيانات كرة القدم.إي يو (الإنجليزية)
- عمر إلفير على موقع ناشيونال فوتبول تيمز (الإنجليزية)
- عمر إلفير على موقع Soccerway.com (الإنجليزية)